# Nowy Suchoros
Nowy Suchoros (deutsch Neu Suchoroß, 1938 bis 1945 Auerswalde (Ostpr.)) ist ein kleiner Ort in der polnischen Woiwodschaft Ermland-Masuren und gehört zur Gmina Rozogi (Landgemeinde Friedrichshof) im Powiat Szczycieński (Kreis Ortelsburg).

## Geographische Lage
Nowy Suchoros liegt in der südlichen Mitte der Woiwodschaft Ermland-Masuren, 19 Kilometer südöstlich der Kreisstadt Szczytno (deutsch Ortelsburg).

## Geschichte
Neu Suchorosz, vor 1820 Neu Suchorowitz, bestand aus ein paar kleinen Höfen, zugehörig den Wohnplätzen des ehemaligen Guts Auerswalde sowie des Schatulldorfs Neu Suchoroß.
Zwischen 1874 und 1945 war das Dorf in den Amtsbezirk Wilhelmsthal (polnisch Pużary) im ostpreußischen Kreis Ortelsburg eingegliedert. Im Jahre 1910 zählte Neu Suchoroß 94 Einwohner, im Jahre 1933 waren es noch 69. Aufgrund der Bestimmungen des Versailler Vertrags stimmte die Bevölkerung in den Volksabstimmungen in Ost- und Westpreußen am 11. Juli 1920 über die weitere staatliche Zugehörigkeit zu Ostpreußen (und damit zu Deutschland) oder den Anschluss an Polen ab. In Neu Suchoroß stimmten 72 Einwohner für den Verbleib bei Ostpreußen, auf Polen entfielen keine Stimmen.
Am 3. Juni – amtlich bestätigt am 16. Juli – 1938 wurde Neu Suchoroß aus politisch-ideologischen Gründen der Abwehr fremdländisch klingender Ortsnamen in „Auerswalde (Ostpr.)“ umbenannt. Die Einwohnerzahl belief sich 1939 auf 85.
In Kriegsfolge kam das Dorf 1945 mit dem gesamten südlichen Ostpreußen zu Polen und erhielt die polnische Namensform „Nowy Suchoros“. Heute ist es eine Ortschaft innerhalb der Landgemeinde Rozogi (Friedrichsof) im Powiat Szczycieński (Kreis Ortelsburg), bis 1998 der Woiwodschaft Ostrołęka, seither der Woiwodschaft Ermland-Masuren zugehörig.

## Kirche
Bis 1945 war Neu Suchoroß resp. Auerswalde in die evangelische Kirche Friedrichshof in der Kirchenprovinz Ostpreußen der Kirche der Altpreußischen Union sowie in die römisch-katholische Kirche Liebenberg im Bistum Ermland eingepfarrt.
Der Kirche in Klon ist Nowy Suchoros katholischerseits weiterhin zugeordnet. Die evangelischen Einwohner orientieren sich zur Kirche in Szczytno in der Diözese Masuren der Evangelisch-Augsburgischen Kirche in Polen.

## Verkehr
Nowy Suchoros liegt ein wenig abseits und ist lediglich von Orzeszki (Zielonygrund, 1933 bis 1945 Schützengrund) aus zu erreichen. Eine Bahnanbindung besteht nicht.